# Palazzo Lenzi
Palazzo Lenzi si trova in piazza Ognissanti a Firenze 2/r. È sede del Consolato Onorario di Francia e, dal 1910 - 1912, dell'Institut Français de Florence, primo Istituto di Cultura all'estero nel mondo (1907 - 1908) e fucina dell'UNESCO.

## Storia
La data inizio dei lavori di costruzione non è nota ma viene collocata verso il 1470, all'epoca dei due fratelli Lorenzo e Pietro Lenzi che vengono indicati come proprietari di un edificio su Borgo Ognissanti. I Lenzi erano una famiglia originaria di Petriolo, che a Firenze esercitò la mercatura; le loro prime case erano in via dell'Ariento e in via della Spada.
La questione di chi sia l'architetto del loro palazzo principale davanti alla chiesa di Ognissanti è molto ingarbugliata, tanto da aver valso al palazzo il soprannome scherzoso di "palazzo degli enigmi". La costruzione sorse in una zona circondata da prati fioriti ed ebbe una certa rinomanza testimoniata anche da un'elegia del Poliziano (in verità un po' ambigua in quanto a dati). Vasari, probabilmente sbagliandosi, ne attribuiva la costruzione a Filippo Brunelleschi, teoria poi ripresa anche da altri studiosi come Gaetano Milanesi: pare infatti che il Vasari si confondesse con Palazzo Bardi, costruito dal grande architetto per la famiglia Busini in via de' Benci. Il Carocci poi attribuiva gli affreschi a graffito sulla facciata a Andrea Feltrini. Oggi l'ipotesi è quella che lega il palazzo al nome di Michelozzo. Infine potrebbe anche trattarsi di un terzo architetto sconosciuto.
I Lenzi comunque vi risiedettero fino al Seicento, quando si estinse il ramo principale della famiglia. Il prestigio del palazzo era tale che di suoi sporti i magistrati della Signoria erano soliti assistere nel giorno di san Giovanni Battista alla corsa dei barberi, che sfrecciava lungo borgo Ognissanti. Nel 1647 fu acquistato dai Buini, i quali ammodernarono l'interno, facendo decorare alcune stanze con stucchi, soffitti in legno e affreschi nello stile di Luca Giordano. La parte posteriore venne ingrandita in questo periodo e appose il proprio stemma e quello della moglie Maria Strozzi sul portone d'ingresso secondario su via Borgo Ognissanti.
Nel 1765 il palazzo passò ai Quaratesi e alla fine del XIX secolo all'antiquario Luigi Pisani, che iniziò una serie di importanti restauri per poi collocarvi la sua galleria d'arte e di antiquariato. I lavori furono curati dall'architetto Luigi Del Moro e dal pittore Pietro Baldancoli. Nel pieno Ottocento tutta la zona cambiò aspetto, con l'edificazione degli altri palazzi di piazza Ognissanti: palazzo Giuntini e l'Hotel Excelsior. Il palazzo fu quindi rimaneggiato più volte tra Settecento e Ottocento, fino ad assumere la configurazione odierna dove tuttavia è soprattutto esaltato il suo carattere rinascimentale, indipendentemente dal periodo in cui sono state realizzate le varie porzioni e i loro decori. Nell'Ottocento, adibito ad albergo (Locanda di Russia). Acquistato negli ultimi decenni del secolo dalla famiglia Pisani, fu dall'antiquario Luigi Pisani restaurato su progetto dell'architetto Luigi Del Moro (1885) e trasformato in galleria antiquaria, con una radicale ridistribuzione degli spazi interni.
Nel 1908 diventò sede dell'Istituto Francese dell'Università di Grenoble (originariamente aperto in via San Gallo) tramite Julien Luchaire, che promosse ulteriori lavori, soprattutto per adattare gli interni alla nuova funzione, e divenne quindi, nel 1912, la sede dell'Institut français de Florence, il primo ad essere fondato in tutto il mondo.
Nel 1950, con l'acquisto da parte del governo francese, le facciate sono state nuovamente interessate da restauri nel 1950 e nel 1965. È anche la sede del Consolato onorario di Francia, da febbraio 2023 nuovamente Consolato Generale, e della Libreria francese. Periodicamente vi vengono ospitate mostre d'arte, convegni ed altri eventi culturali.

## Descrizione

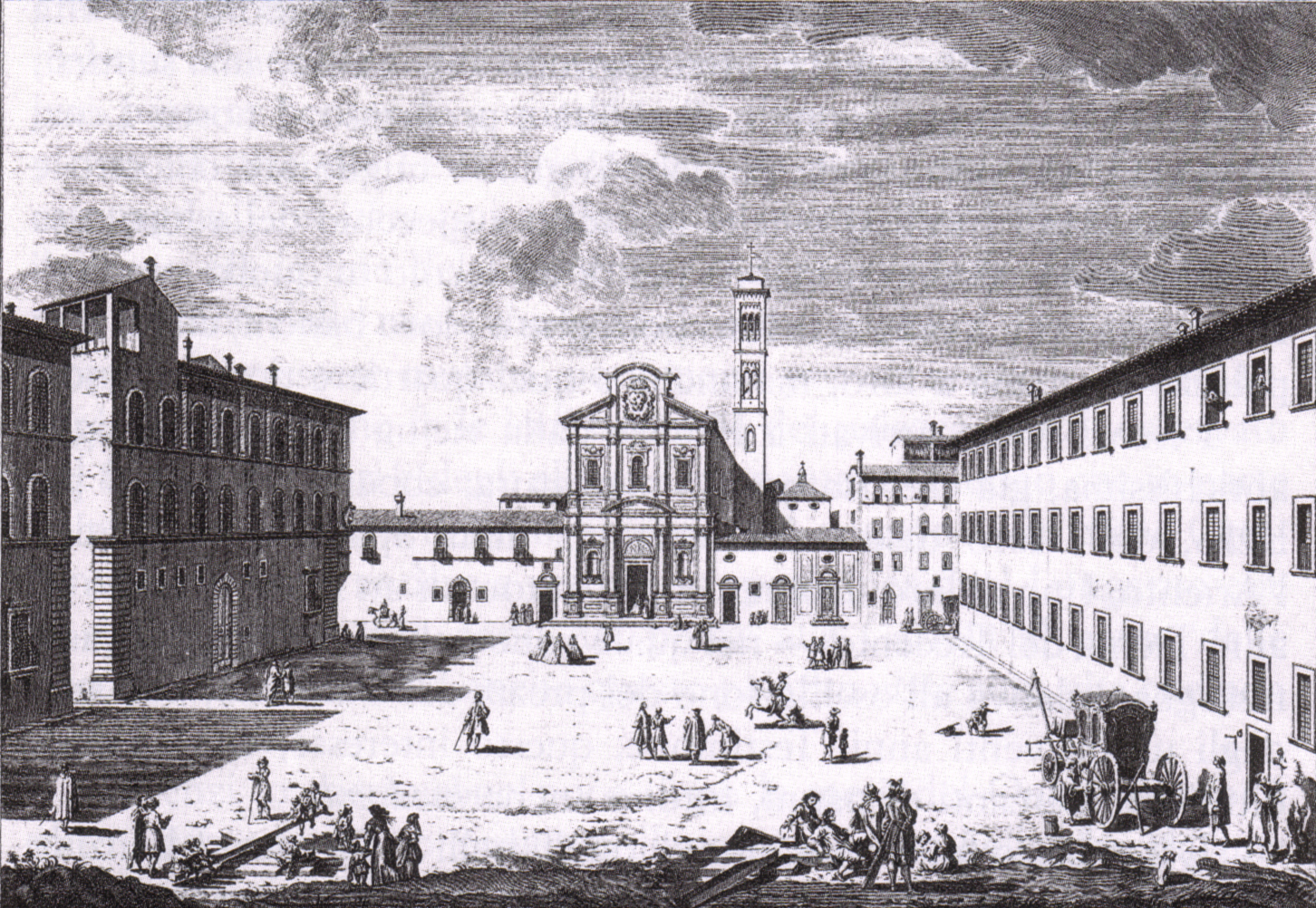
Piazza Ognissanti (Palazzo Lenzi è sulla sinistra), Giuseppe Zocchi (1744)

Esternamente il palazzo si presenta a tre piani canonici, con cinque grandi portali verso la piazza e due file di finestre ai piani superiori. I graffiti sopperiscono alla mancanza di elementi architettonici con cornici, marcapiano e colonnine dipinte. I graffiti odierni sono probabilmente ottocenteschi e secondo alcuni confronti con stampe incisioni antiche ricalcherebbero alcune forme architettoniche originarie, come la loggetta all'ultimo piano.
Il piano terreno è in particolare quello più compromesso dai lavori ottocenteschi, dato che risulterebbe originale solo il portone centrale del fronte sulla piazza, mentre tutti gli altri accessi, compreso quello su borgo d'Ognissanti, sono stati aperti replicando la forma e le proporzioni del modello (un'immagine dell'edificio prima di questi interventi ci è restituita dalla nitida incisione di Giuseppe Zocchi del 1744).
Anche il caratteristico fronte su borgo d'Ognissanti, caratterizzato da sporti comunque esistenti in antico e poi demoliti, sarebbe stato ricostruito durante i restauri ottocenteschi. Più difficili da individuare gli interventi ai piani superiori, assolutamente plausibili nel susseguirsi di semplici finestre arcuate, che spartiscono armoniosamente lo spazio tra pieni e vuoti.
Per quanto concerne i graffiti a lungo questi sono stati ricondotti al primo Cinquecento e attribuiti ad Andrea Feltrini, per quanto sia facilmente sostenibile come i fronti presentino un'architettura fin dall'origine pensata per una decorazione di questo tipo. In tempi recenti e in modo convincente la decorazione è stata invece retrodatata al 1494, ipotizzandone una commissione da parte di Lorenzo Lenzi (Pecchioli). Anche per quanto riguarda questo lavoro vi è tuttavia il problema di ciò che attualmente si conserva di materia originale: già molto rovinati nel Settecento furono infatti coperti da una stesura di intonaco e riportati alla luce in uno stato di estrema frammentazione nel 1887, al tempo della proprietà Pisani. Sulla base delle più ampie porzioni conservate nella zona del sotto gronda e in prossimità delle cantonate, Pietro Baldancoli provvide a ricreare l'intero impianto decorativo, con "portentosa esattezza" secondo Guido Carocci, ma necessariamente con integrazioni tali da far considerare ciò che attualmente vediamo come opera del tutto ottocentesca, seppure riproducente un disegno presumibilmente originale. Da segnalare come sotto l'attuale lavoro, svelato da alcune cadute dell'intonaco ottocentesco, vi siano sia porzioni di un graffito più antico, sia, a un livello ancora più interno, un intonaco grosso e grezzo, graffiato con motivi vari (strigilati, paralleli, a graticcio, a spina di pesce e simili) diviso a larghi riquadri, a restituirci quella che presumibilmente era la decorazione del primo palazzo quattrocentesco. Sulla cantonata tra la piazza e borgo d'Ognissanti è uno scudo con l'arme della famiglia Lenzi di Santa Maria Novella (d'azzurro, al rincontro di toro d'oro).
All'interno la sala espositiva ha volte con capitelli forse neo-quattrocenteschi. Interessante nella Biblioteca la stanza dell'Alcova, con decorazioni a stucco e un'arcata con gli stemmi dei Buini e dei Frescobaldi, dipinti per ricordare un matrimonio celebrato nel 1705; vi si trova inoltre un'Assunzione della Vergine settecentesca, forse indice di un'antica destinazione della stanza a cappella privata.

### Il teatro
Il Teatro dell'Istituto Francese è ubicato al primo piano dello storico palazzo. Il salone rettangolare con piccolo palcoscenico è utilizzato prevalentemente per conferenze, corsi, ed è una delle sedi della rassegna "France Cinema" assurta da tempo a un ruolo di primaria importanza nella diffusione del cinema francese in Italia. Oltre a eventi artistici, lo spazio ha ospitato anche importanti opere teatrali.